# K6
Процессор K6 был представлен компанией AMD в 1997. Первоначально разработан компанией NexGen под названием Nx686. После поглощения NexGen корпорацией AMD доработан (прежде всего добавлен блок FPU) и производился как AMD K6. Процессор обладает суперскалярной мультиконвейерной архитектурой. При его разработке закладывалась совместимость с существующими системами на базе Intel Pentium. При продвижении на рынке он позиционировался как процессор, имеющий такую же производительность, как и аналогичный Pentium, но при этом стоящий существенно меньше. Процессор K6 оказал серьёзное влияние на компьютерный рынок и составил существенную конкуренцию процессорам Intel.

## Модели

Логотип AMD K6

### K6 (Model 6)
- 8,8 миллионов транзисторов по техпроцессу 350 нм
- Площадь кристалла: 162 мм²
- Типичное энергопотребление тепловыделение: 17,2-28,3 Ватт (в зависимости от частоты)
- Кэш первого уровня: 32 + 32 КБ (данные + инструкции)
- MMX
- Разъём Socket 7
- Частота системной шины: 66 МГц
- Впервые представлен: 2 апреля, 1997
- Напряжение питания: 2,9 В (166/200) 3,2/3,3 В (233)
- Частоты: 166, 200, 233 МГц

### K6 «Little Foot» (Model 7)
- Информация CPUID: Family 5, Model 7, Stepping 0
- 8,8 миллионов транзисторов по техпроцессу 250 нм
- Площадь кристалла: 68 мм²
- Типичное энергопотребление тепловыделение: 12,45-15,4 Ватт
- Кэш первого уровня: 32 + 32 КБ (данные + инструкции)
- MMX
- Разъём Socket 7
- Частота системной шины: 66 МГц
- Впервые представлен: 6 января, 1998
- Напряжение питания: 2,2 В
- Частоты: 200, 233, 266, 300 МГц

Получил дальнейшее развитие в процессорах K6-2 и K6-III.